# Estación de Suanzes

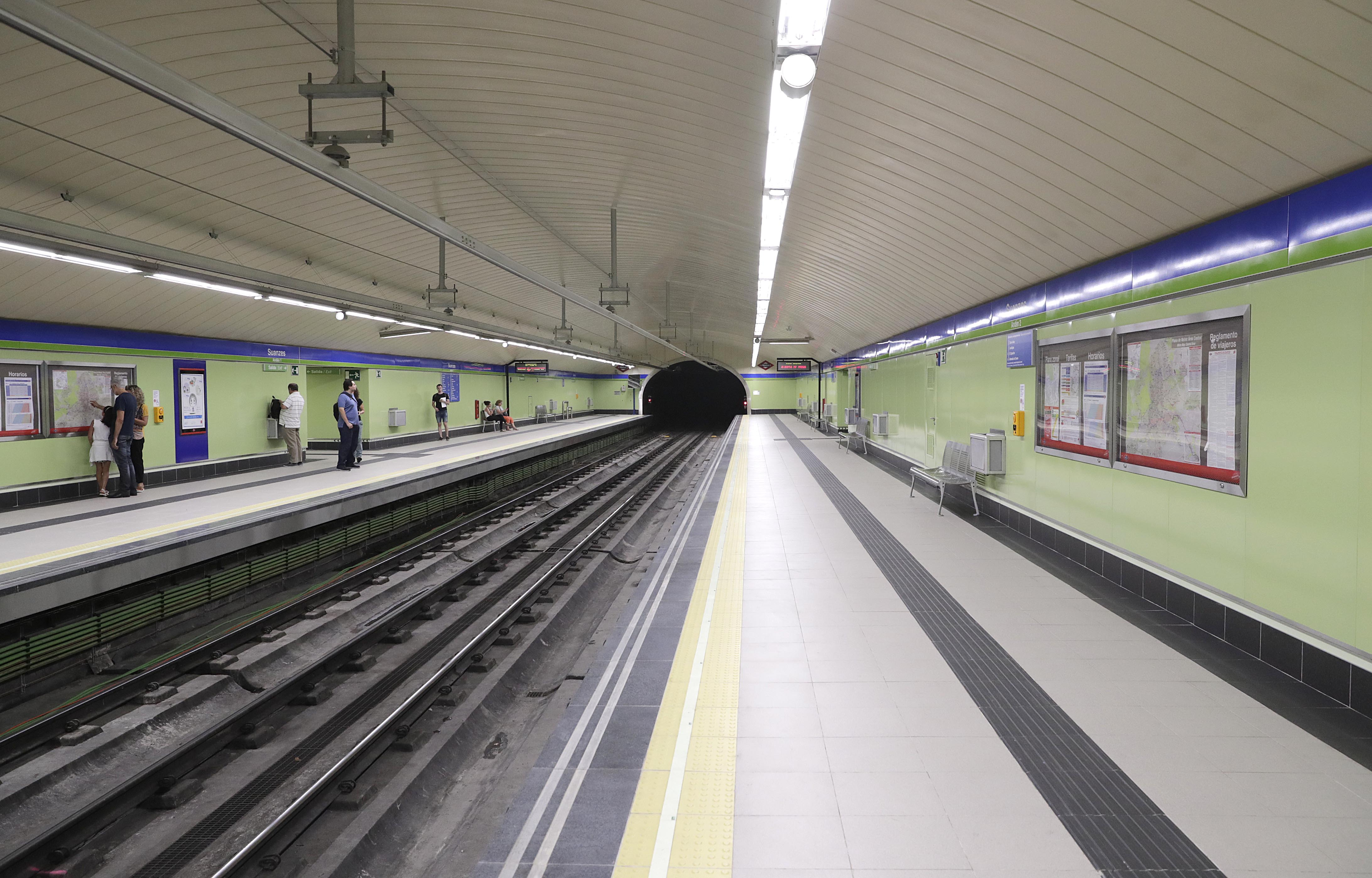
Estación reformada

Suanzes es una estación de la línea 5 del Metro de Madrid situada bajo la calle de Alcalá, junto al Parque Quinta de los Molinos, en el distrito de San Blas-Canillejas. 

## Historia
La estación abrió al público el 18 de enero de 1980 con la ampliación de la línea desde Ciudad Lineal a Canillejas.
En el verano de 2017, la estación fue reformada por completo, cambiando las paredes de mármol por vítrex color verde.

## Accesos
Vestíbulo Suanzes
- Alcalá, pares C/ Alcalá, s/n (semiesquina C/ Rufino González, 5)
- Alcalá, impares C/ Alcalá, 527

## Líneas y conexiones

### Metro
| << cabecera      | < estación  | línea | estación >    | cabecera >>   |
| ---------------- | ----------- | ----- | ------------- | ------------- |
| Alameda de Osuna | Torre Arias |       | Ciudad Lineal | Casa de Campo |

### Autobuses

Mapa con la situación de las paradas y los recorridos de las líneas de autobús en el entorno de la estación de Suanzes.

| Diurnos   |                       |                                            |
| Línea     | Destino               | Parada                                     |
| 77        | Colonia Fin de Semana | 2947 SUANZES (C/ Alcalá, 502)              |
| 104       | Mar de Cristal        | 2947 SUANZES (C/ Alcalá, 502)              |
| 77        | Ciudad Lineal         | 2948 SUANZES (C/ Alcalá frente al N.º 502) |
| 104       | Ciudad Lineal         | 2948 SUANZES (C/ Alcalá frente al N.º 502) |
| Nocturnos |                       |                                            |
| Línea     | Destino               | Parada                                     |
| N5        | Colonia Fin de Semana | 2947 SUANZES (C/ Alcalá, 502)              |
| N5        | Cibeles               | 2948 SUANZES (C/ Alcalá frente al N.º 502) |